# Notino
Notino, s.r.o. ist ein europaweit aktiver, tschechischer Händler von Parfüm und Kosmetik, der 2004 als Onlineshop gegründet wurde.

## Geschichte
Das Unternehmen startete 2004 mit dem Onlineshop parfums.cz aus einem Keller in Brünn. Bis 2006 expandierte es zunächst in die Slowakei und dann nach Polen. Im gleichen Jahr wurde die Firma Internet Shop, s.r.o. als Betreiber gegründet. Mit dem Webshop iparfumerie expandierte das Unternehmen 2007 nach Deutschland und Österreich. Seit 2010 vertreibt das Unternehmen auch Kosmetika. Es setzte 2014 bereits 2,5 Mrd. Kronen um und eröffnete ein neues Zentrallager in Rajhrad. Wegen seiner hohen Rabatte und dem schnellen Wachstum stand es in Deutschland unter dem Verdacht, auch Graumarktware zu verkaufen.
Unter dem Namen BeautySpin expandierte Internet Shop 2014 als erster tschechischer Onlineshop in die USA, wofür in Edison (New Jersey) ein Logistikstandort aufgebaut wurde.
Internet Shop erwirtschaftete 2015 Umsätze von 4,5 Mrd. Kronen und war bis Mai 2016 war in 14 europäischen Ländern und den USA präsent, meist unter verschiedenen Namen. Diese Praxis wurde im Oktober des gleichen Jahres aufgegeben und der einheitliche Name Notino eingeführt, zunächst in der Slowakei und Tschechien. Auch die Firmierung wurde zum 1. April 2017 angepasst. Im Laufe der nächsten Jahre wurden alle Auftritte umgestellt, zuletzt im Mai 2019 der Webshop in Polen.
Ebenfalls im April 2017 kaufte Notino drei Viertel der Anteile an der Stuttgarter Parfümerie Mußler Beauty mit seinen Filialen. Der ehemalige Inhaber wechselte ins Notino-Management. Zu diesem Zeitpunkt betrieb Notino insgesamt 17 eigene Ladengeschäfte. Mußler Beauty sollte eine eigene, höherwertige Einheit im Konzern werden, aber bereits 2019 verkaufte Notino die Mußler-Filialen weiter und zog sich bis 2020 aus dem stationären Handel in Deutschland zurück.
Im November 2017 eröffnete Notino die erste Parfümerie in Polen, wo es vorher nur zwei reine Click-and-Collect-Punkte gegeben hatte. Im April 2019 wurde eine erste Filiale im Donau Zentrum in Wien eröffnet.

## Standorte
Der Hauptsitz des Unternehmens befindet sich in Brünn. Notino betreibt zwei Distributionszentren, eins in Rajhrad und ein kleineres, 2020 eröffnetes in Bukarest für den südosteuropäischen Markt.
Im Onlinehandel ist Notino (Stand 2021) in 28 europäischen Ländern aktiv. Das Unternehmen betreibt außerdem 26 Ladengeschäfte, vor allem in osteuropäischen Großstädten, davon zehn in Polen und sieben in Tschechien. Nach eigenen Angaben beschäftigt es 1700 Menschen.